# Henschel Hs 124
L'Henschel Hs 124 era un bimotore mutiruolo ad ala bassa ad uso militare realizzato dall'azienda tedesca Henschel Flugzeugwerke nel 1934 e rimasto a livello di prototipo.
Realizzato in 3 esemplari dalla diversa configurazione, un aereo da caccia, un zerstörer o caccia pesante ed un cacciabombardiere pesante, o in tedesco kampfzerstörer, venne alla fine scartato a favore del Messerschmitt Bf 110 ed il suo sviluppo venne interrotto.

## Storia del progetto
Nell'ambito del programma di riarmo della Luftwaffe da parte del nuovo regime nazista, nell'estate 1933 si cominciò a discutere sull'eventualità di dotarsi di nuove tipologie di velivoli da utilizzare in ruoli fino ad allora non ancora sperimentati in combattimento.
Henschel cercò di sviluppare dei velivoli che potessero equipaggiare i reparti di nuova formazione ottenendo una commissione che ne garantisse la prosperità economica della propria azienda. Per raggiungere lo scopo affidò all'ingegnere Friedrich Nicolaus un nuovo progetto che realizzò tre differenti versioni, entrambe di costruzione totalmente metallica, per cercare di suscitare interesse nel Reichsluftfahrtministerium (RLM) coprendo una diversificata attitudine operativa e recuperare l'investimento economico necessario nel caso uno dei velivoli non fosse stato ritenuto interessante. Il progetto suscitò effettivamente un certo interesse ed l'RLM richiese la realizzazione dei tre prototipi per le valutazioni.
Nel frattempo l'RLM emise nel 1934 una specifica per la fornitura di una nuova tipologia di velivolo da combattimento detta zerstörer, essenzialmente un caccia pesante bimotore antiaereo, da assegnare ai futuri reparti. Alla richiesta risposero la Henschel Flugzeugbau con il suo Hs 124, che stava già sviluppando autonomamente il progetto, la Messerschmitt AG con il Bf 110 e la Focke-Wulf Flugzeugbau AG che presentò il suo Fw 57.
Il primo prototipo, l'Hs 124 V1 portato in volo per la prima volta nella primavera 1936, era caratterizzato principalmente dall'adozione di un muso metallico dotato sulla parte superiore di una torretta rotante che avrebbe dovuto essere equipaggiata con 2 cannoncini MG FF da 20 mm, ma che data la loro indisponibilità rese necessario il ricorso ad un mock-up disarmato. Inoltre venne collocata posteriormente una mitragliatrice MG 15 calibro 7,92 mm azionabile dalla postazione dell'osservatore/mitragliere.
Il secondo, l'Hs 124 V2 era dotato invece di un muso completamente vetrato, entrambi questi primi due modelli erano ideati per un uso più generale come caccia-cacciabombardiere pesante, un ruolo definito in lingua tedesca kampfzerstörer; in questo esemplare l'armamento difensivo era affidato a due mitragliatrici MG 15, quello offensivo era basato su un carico massimo di 600 kg in bombe da caduta agganciate esternamente, otto da 50 kg (SC 50) in posizione ventrale più altre quattro, due per lato, in rack subalari.
Il terzo prototipo, l'Hs 124 V3, era la versione più specifica da caccia pesante, o zerstörer, con il muso nuovamente modificato per integrare quattro mitragliatrici MG 17 calibro 7,92 mm, idonea per partecipare alla richiesta.
Benché le prestazioni furono di rilievo e la commissione esaminatrice riconobbe le qualità dell'Hs 124 V3, venne dichiarato vincitore il progetto della Messerschmitt e questo causò l'abbandono dello sviluppo dell'intero progetto in quanto l'RLM non ritenne necessario dotarsi di velivoli nel ruolo di kampfzerstörer.

## Tecnica
L'Hs 124 era un velivolo realizzato interamente in metallo e dall'aspetto convenzionale per l'epoca che, pur nelle sue diverse configurazioni, manteneva un aspetto comune: monoplano bimotore ad ala bassa con coda ad impennaggio bideriva e carrello retrattile.

### Cellula
La fusoliera, a guscio ed a sezione ellittica, era caratterizzata da un lungo abitacolo chiuso, dotato di tettuccio con apertura a scorrimento posto sulla parte superiore, soluzione comune ai tre prototipi realizzati, ma che variava nel muso. L'Hs 124 V1 aveva una torretta cilindrica posizionata sulla parte superiore ed equipaggiata con una coppia di mitragliatrici, l'Hs 124 V2 un muso completamente vetrato e l'Hs 124 V2 un muso tradizionale metallico dove erano inseriti i quattro cannoncini da 20 mm in caccia. Posteriormente terminava in un impennaggio a doppia deriva con gli elementi verticali, ricoperti in tela, inseriti in prossimità delle estremità dei due piani orizzontali montati a sbalzo.

### Motori
La propulsione era affidata a due motori posti sul bordo d'attacco alare e che cambiarono tipologia ed architettura a seconda delle versioni. Benché la motorizzazione prevista fosse una coppia di Daimler-Benz DB 601, a causa del ritardo nello sviluppo l'Hs 124 V1 venne equipaggiato con gli Junkers Jumo 210C, un 12 cilindri a V rovesciata capace di esprimere una potenza al decollo pari a 610 CV (449 kW). L'Hs 124 V2 era invece motorizzato con i radiali BMW 132Dc, un 9 cilindri a singola stella capace di raggiungere la potenza al decollo di 870 CV (640 kW). L'Hs 124 V3 ritornò alla configurazione iniziale adottando una coppia di Junkers Jumo 210C riequipaggiato in seguito con i BMW 132. Tutti i motori erano accoppiati ad un'elica tripala a passo variabile.

### Superfici alari
La configurazione alare era monoplana con l'ala montata medio-bassa e realizzata in tre parti, la centrale che integrava le gondole motore ed il meccanismo dei carrelli anteriori e le due esterne dotate di un angolo di diedro positivo e che si rastremavano verso l'estremità. Era inoltre dotata di una coppia di alettoni esterni integrati da due flap interni per le manovre di atterraggio.

### Sistemi e impianti
Il carrello d'atterraggio era biciclo, anteriormente retrattile con movimento retrogrado nelle gondole motore, dotato di impianto frenante idraulico ed integrato posteriormente da un ruotino d'appoggio posizionato sotto la coda.

## Utilizzatori
Germania
- Luftwaffe